# フリンジ (髪型)

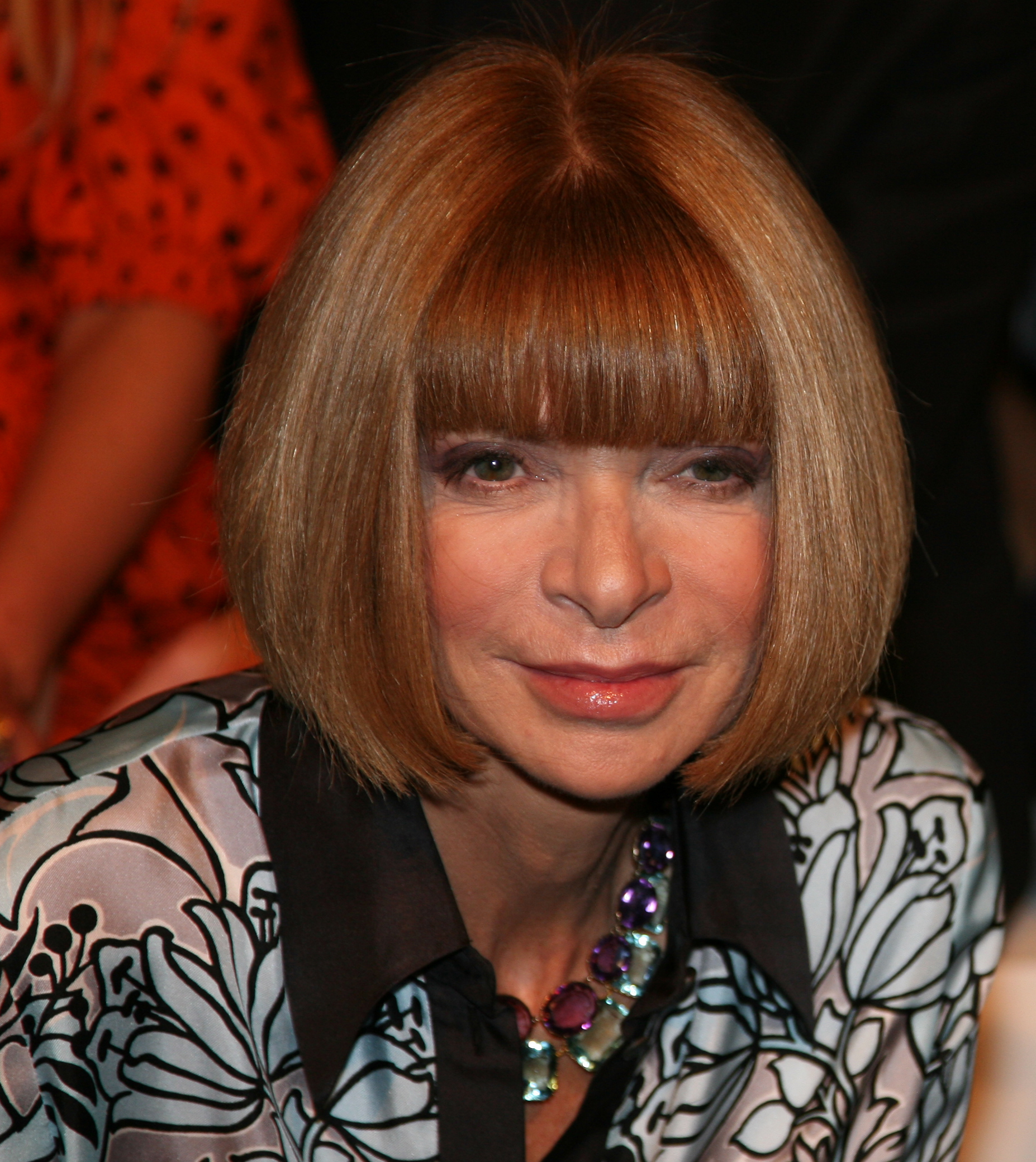
ボブカットとフリンジのヘアースタイルをしたアナ・ウィンター

フリンジ（英語: fringe）もしくはバングス（英語: bangs）は前髪を額へと垂らすようにカットした髪型を指す。初期のフリンジは眉の上の部分で切りそろえるようにしてまっすぐカットするものであったが、不規則にカットしたものや波打つような形にカットしたもの、ヘアージェルをつけて形をつけたもの、顔の一方の側になでつける形のもの、目にかかるくらいに長くカットしたものなど多様なスタイルが登場するようになっている。

## 語源
「フリンジ」という単語はショールによく見られるような装身具の端の部分の装飾に似ていることからその名前が付いた。バングスという単語は元々正面でストレートに髪を下ろす「バングオフ」という単語にその起源を持つが、この単語は現在様々な形態を取るようになったフリンジ一般の髪型に使用されるようになっている。バングスという単語は現在も馬の尾の部分をまっすぐカットする際に使用されている用語、「バング・テイル」に関連があると推測されている。

## 種類
フリンジの種類。
- ストレート: まっすぐに髪を揃えてフリンジを作ったもの。
- ブラント: 無造作に額に向けストレートにカットしたもの[2]。
- サイドスウェプト: 通常のフリンジよりも長くカットしたもの。
- ピンナップ: 眉の上で短いU型にカットした髪型。ベティ・ペイジが使用していたことで有名であり、現在は多くのピンナップガールが使用している。
- V型: 顔の中央部分でフリンジを長めにカットし、残りの部分は短く切ることでV型に切りそろえたもの。
- パーティッド: 髪の中央部分から分けるようにしたもの。
- チョッピー（Piece-y）: 髪を切りそろえずに波打つ形にしたもので、立ち上がる際に髪が羽毛のように流れる効果を狙ったもの。
- ブロー・スキミング: 眉の下まで伸びるくらいまでの長さで髪をカットしたもの、顔により髪が「重たく」見せることも「軽く」見せることもできる。
- ウィスピー: 額から髪を軽く散らすようにしたもの[3]。
- パワー: アメリカ合衆国ではパワー・バングスと呼ばれることがある。通常よりも髪をかなり長めにカットし、前頭部付近の頭頂部から下ろすような形にしたもの
- ショート/ベビー: 眉の上までは通常と同じヘアーカットを行い、額中間部から無造作にカットを行うことで短いフリンジを構成したもの。
- シェイヴド: フリンジを作る額の髪を剃り落としたもの。フリンジを切り落とす際に使用されることもある。

## ギャラリー

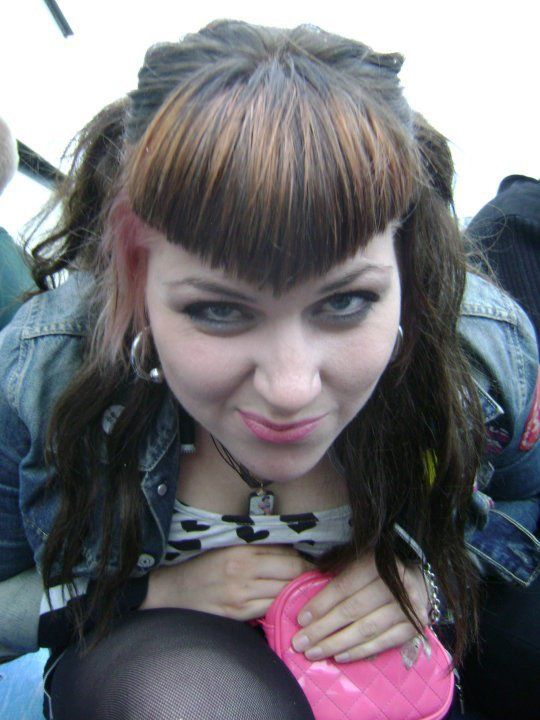
V型
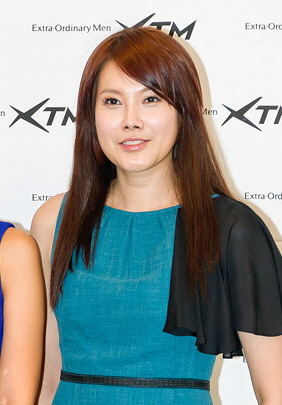
サイドスウェプト
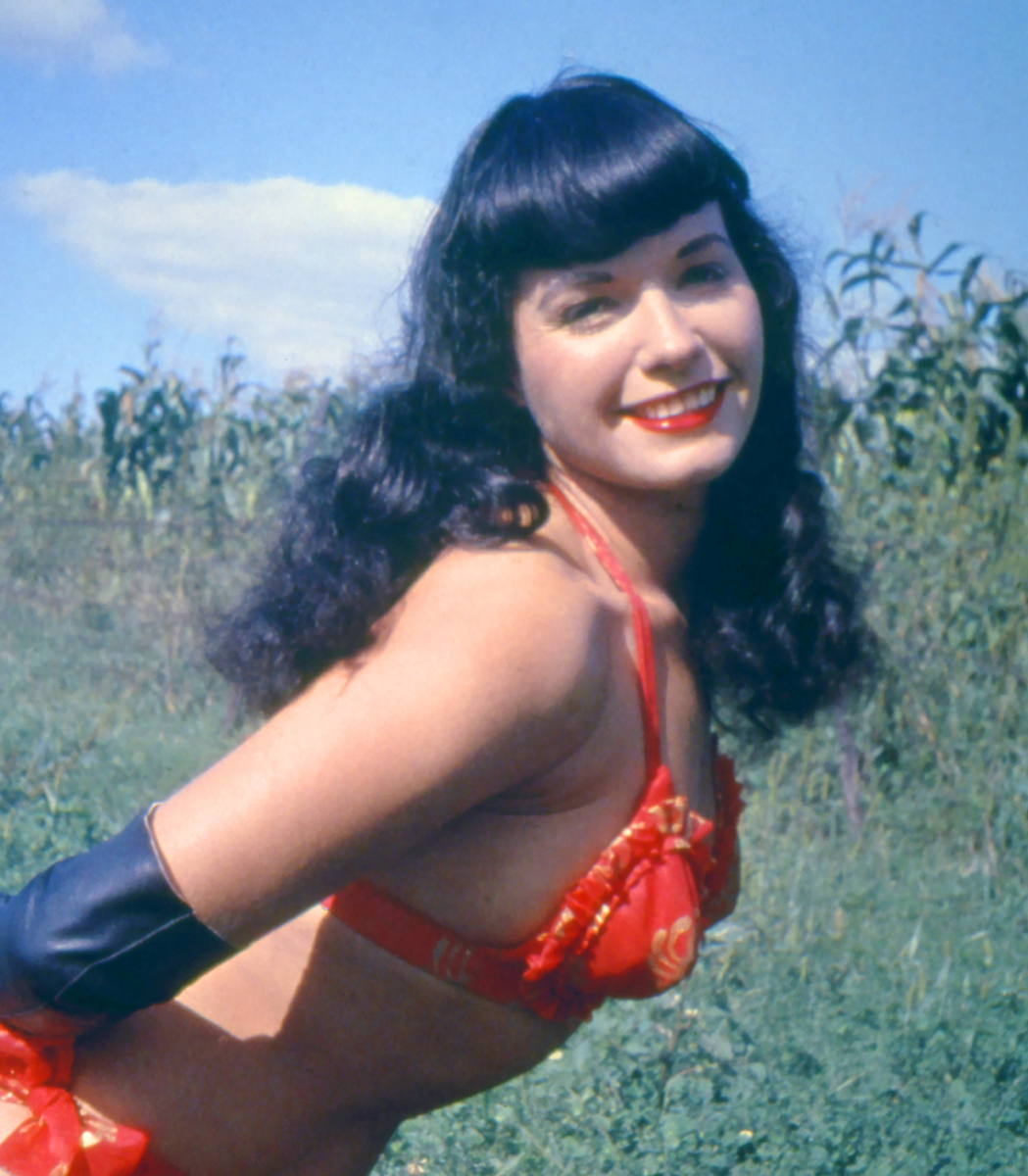
ピンナップ型の先駆者、ベティ・ペイジ
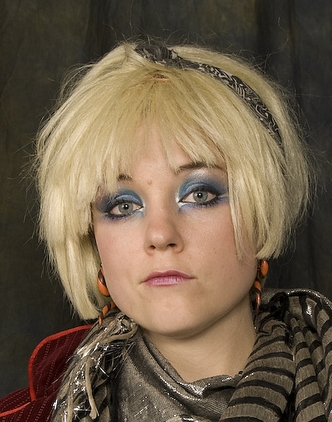
チョッピー
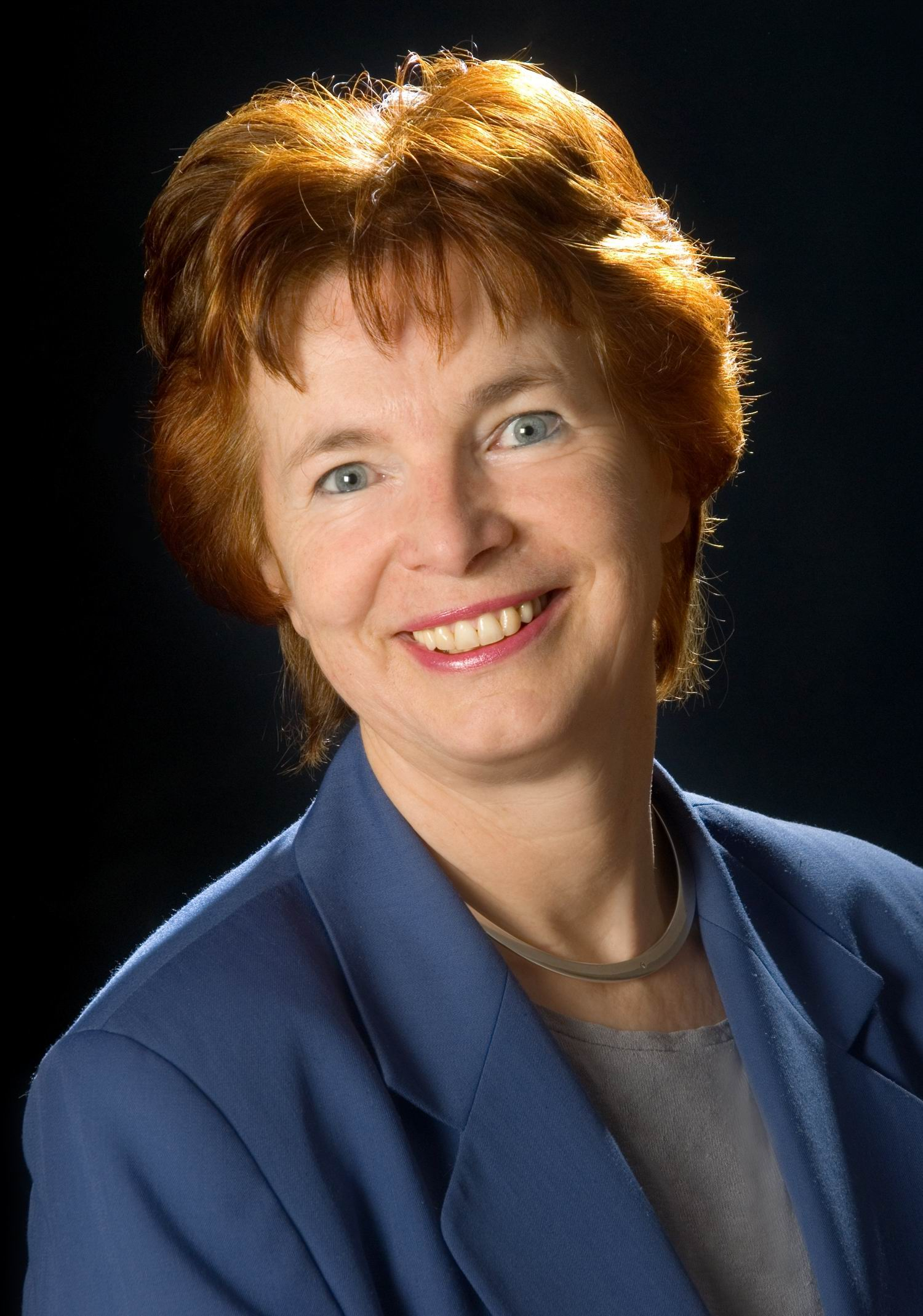
ウィスピー
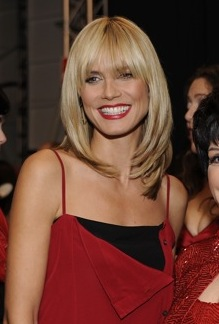
パワー・バングス
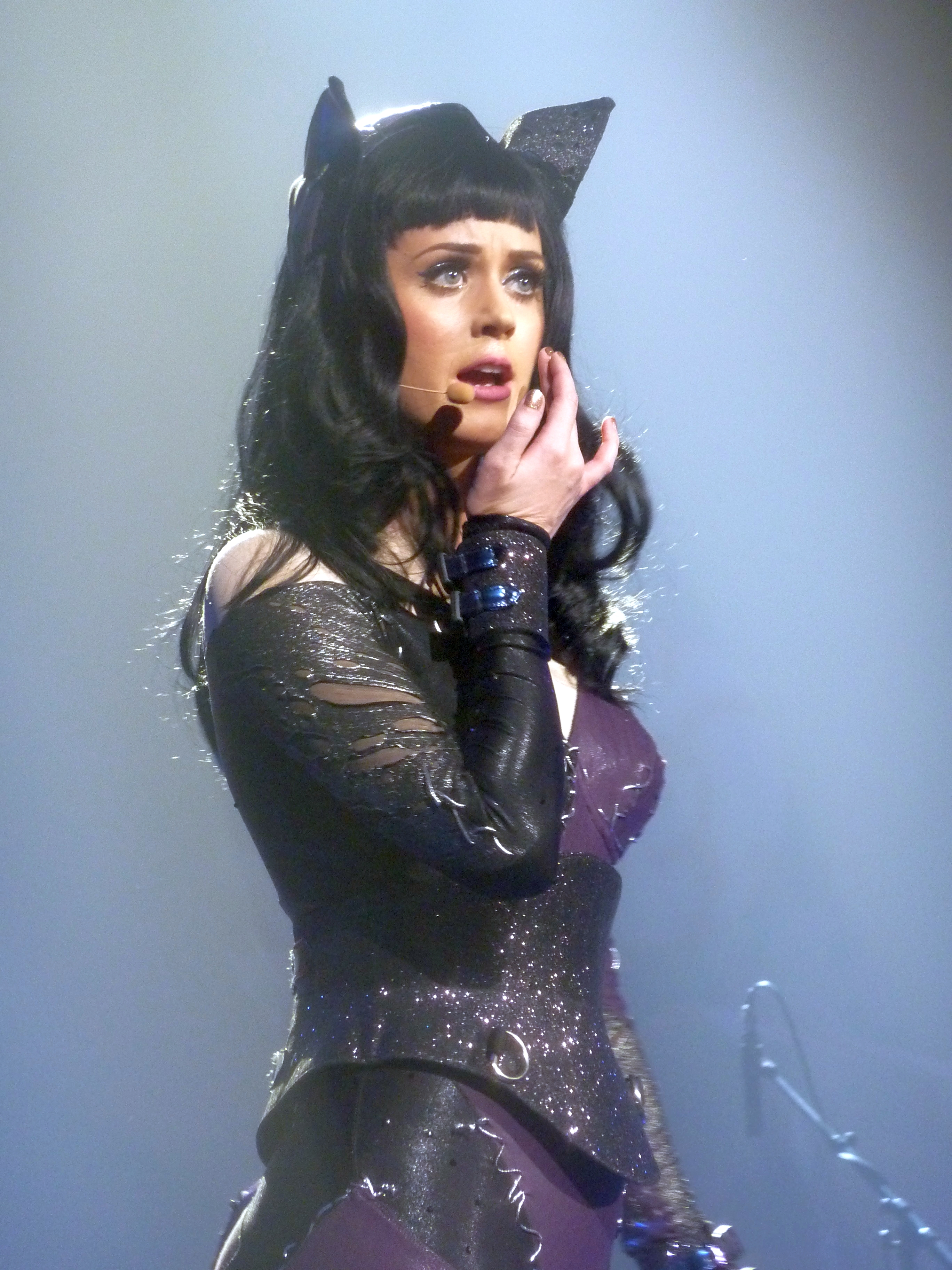
ベビー・バングス

## 歴史と発展

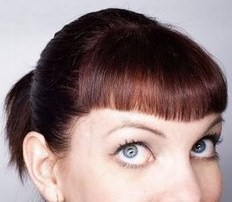
ショートカットのフリンジ

フリンジはショートカットを使用した多くの髪型と相性が良い。
フリンジを使用したヘアースタイルは他のヘアースタイルと同じくファッション業界に取り入れられ、さまざまなスタイルが生み出されてきた。近代において影響を与えたフリンジのヘアースタイル使用者としては、サイレント映画女優ルイーズ・ブルックス、1950年代のモデルベティ・ペイジやビートルズ、1963年の映画『クレオパトラ』に出演した女優のエリザベス・テイラーなどが挙げられる。
1980年代から1990年代初頭にかけ、カールをかけて整えたフリンジが流行した。2007年、フリンジは髪型として再度大規模な流行を見せたが、この時は重厚で飾らない髪型であった。2007年10月、モデルのケイト・モスは自身の髪型をフリンジをつけたものに変え、2008年も継続してフリンジが流行することを示した。
1970年代、イギリスの女優・歌手のジェーン・バーキンは、眉まで伸びるフリンジと長髪という髪型でフリンジの流行を作る先駆者となった。
アメリカ合衆国のファーストレディ、ミシェル・オバマは2013年1月、夫で大統領のバラク・オバマの2度目の就任式においてフリンジを使用したヘアースタイルで登場した。